# نظرية تشيكرنك

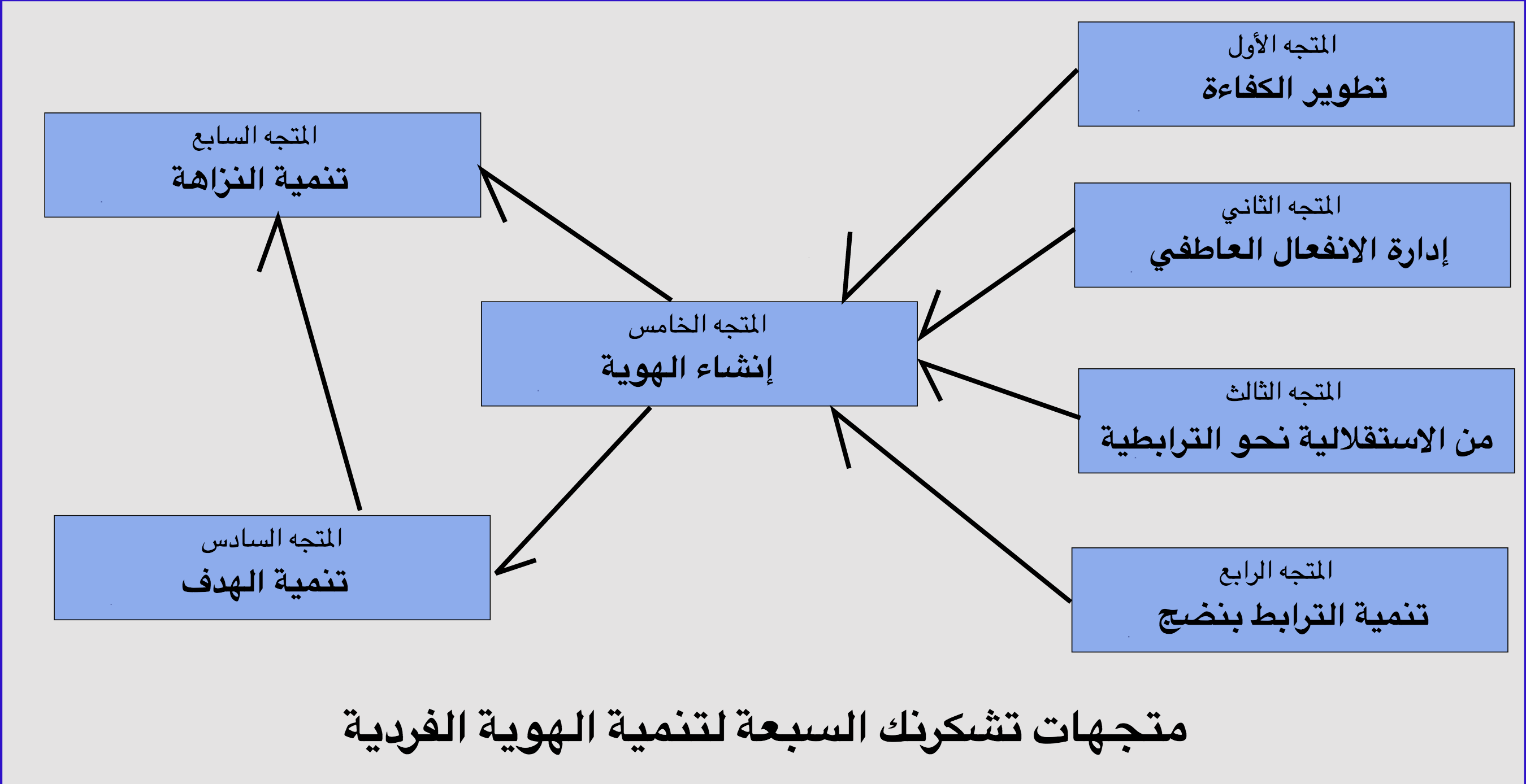

نظرية تشيكرنك حول تنمية الهوية الفردية، هي شرح لعملية تنمية الهوية عند الأفراد والتي طرحها أرثر تشيكرنك في البدء ليفسر مراحل تطور الهوية التي يمر بها طلاب التعليم العالي. مع مرور الوقت، أصبح لها استخدامات في مجالات أخرى.

## نظرة عامة
تركز نظرية تشكرنك في المقام الأول على تنمية الهوية والتي تفسرها باعتماد تشبيه المتجهات السبع التي لها دور في تطوير الهوية الشخصية هي:

### متجه تطوير الكفاءة
يشبه تشكرنك ورايسر فكرة الكفاءة في مجالي التعليم والهوية بمذراة ثلاثية التشعب: شعبة كفاءة التفكير، شعبة الكفاءة البدنية  وشعبة الكفاءة الشخصية. أما مقبض المذراة فهو الشعور بالكفاءة الذي يشعر به الفرد والذي يولده درجة ثقته على قدرته بتحقيق الأهداف والتعامل مع الظروف المعاكسة. 

### متجه إدارة الانفعال العاطفي
يتعامل متجه الانفعال العاطفي بقدرات الفهم والقبول والتعبير عن المشاعر. اومن خلاله، ينمي الفرد درجة تعامله وتصرفه بشكل مناسب على الانفعالات التي يمر بها. ركز تشكرنك في أعماله الأولى على شعوري العدوان و الرغبات الجنسية. ثم عاد وسع المجال في أبحاثه المتأخرة، لتشمل مشاعر أخرى بما في ذلك القلق، الاكتئاب، الشعور بالذنب، الغضب، العار جنبا إلى جنب مع المشاعر الإيجابية مثل الإلهام و التفاؤل.

### متجه الانتقال من الاستقلالية نحو الترابطية
يهدف هذا المتجه في تعلم كيفية التوصل إلى الاستقلال العاطفي. هذا يتضمن أن يتحرر المرء من الحاجة الملحة للراحة، وللحصول على تأكيد الأخرين لأعماله، و طلب موافقة الآخرين. ويسبب هذا إلى نمو قدرات الفرد في حل المشاكل وفي المبادرة وفي التوجيه الذاتي. عندها يتوصل إلى فهم أن ذاتهم هي جزء من الكل. فبالإضافة لاستقلاليتهم، يصبحوا أكثر ترابطا مع الآخرين في المجتمع.
في أخر تحديثات النظرية، ركز تشكرنك  على الترابطية مع الأخرين بشكل أكبر.

### متجه تنمية العلاقات مع الأشخاص بشكل مترابط وناضج
في هذا المتجه، يتعلم الفرد كيفية فهم الآخرين. بعض أشكال هذا الفهم يتصل بالحُلم بالثقافات المختلة والتسامح وتقدير الاختلافات. ومن دلالات تحقيق هذا المتجه هو قدرة الفرد على إقامة وتطوير وصيانة علاقات حميمة طولة الأمد. وفي وقت لاحق، نقل تشكرنك هذا المتجه إلى موقع أعلى في قائمة المتجهات من أجل إظهار أهمية تطوير العلاقات.

### متجه إنشاء الهوية
يعتمد هذا المتجه على كل المتجهات التي تأتي قبله وهو ينطوي على وصول الفرد إلى درجة مريحة مع النفس. ويشمل هذا المظهر الجسدي والجنس والهوية الجنسية، و العرق ، و الدور الاجتماعي والاستقرار واكتساب الثقة بالنفس. ومن دلالات تشكيل هوية كاملة هو قدرة الفرد على التعامل مع الملاحظات و تقبل انتقادات الآخرين.

### متجه تنمية الهدف
في هذا المتجه، يطور الفرد التزاماته المستقبلية ويصبح أكثر كفاءة في اتخاذ وتنفيذ القرارات حتى عندما تكون عرضة لرفض الأخرين. كما إنه ينطوي على تنمية وتوضيح معنى الحياة وفهم للنداء الداخلي للعمل. كما تنطوي على خلق الأهداف والتي قد تكون بتأثر الأسرة وأسلوب حياة الفرد.

### متجه تنمية النزاهة
يتكون هذا المتجه من من ثلاث مراحل تنساق بتسلسل زمني النظام، مع إمكانية تداخلها. هذه المراحل هي: أنسنة القيم (أي الانتقال من الشعور بقيم متحجرة وصلبة إلى قيم متوازنة تقبل القيم المتعارضة)، شخصنة القيم (أي تنمية مجموع القيم الشخصية التي تعبرعن هوية  الفرد)، توأمة القيم (أي الوصول إلى مواءمة بين القيم الشخصية بقيم الأخرين مهما تناقضت).
للمتجهات السبع هذه علاقات وتفاعلات بين بعضها معقدة. بشكل عام، يمكن تصوير هذه المتجهات السبع كـسلسلة من المراحل أو المهام التي تؤثر وتتعامل مع شعور الفرد وتفكيره واعتقاداته وعلاقاته مع الآخرين. يكون تقدم كل فرد عبر هذه المتجهات بمعدلات مختلفة عن الأفراد الآخرين. كما ان للمتجهات هذه ميل إلى التفاعل فيما بينها بشكل دائم مما يدفع الفرد إلى إعادة النظر بمعاني القيم التي توصل إليها سالفا وبشكل متواصل. في نفس الوقت، وبالإضافة إلى اعتماد كل متجهة على المتجهات الأخرى، إلا أنها لا تتبع ترتيب تسلسلي صارم. تؤدي التنمية في متجهات متعددة إلى نشؤ فرد بشخصية فاعلة بشكل مستقر وبتفكر أكثر تطورا وتعقيدا.